# Maurizio Bravi
Maurizio Claudio Bravi (* 20. července 1962, Capriate San Gervasio) je italský římskokatolický duchovní, arcibiskup a diplomat.

## Život
Narodil se 20. července 1962 v Capriate San Gervasio.
Vstoupil do kněžského semináře. Po teologické a filosofické studiu byl 21. června 1986 vysvěcen na kněze a inkardinován do diecéze Bergamo. Poté odešel do Říma, kde se na Papežské univerzitě Gregoriana věnoval studiu kanonického práva. Absolvoval také Papežskou církevní akademii. Dne 1. července 1995 vstoupil do diplomatických služeb Svatého stolce.
Byl poslán na apoštolskou nunciaturu na Dominikánskou republiku a poté do Argentiny. Následně působil ve Státním sekretariátu v sekci pro mezinárodní organizace. Od roku 2006 byl úředníkem nunciatury ve Francii a od roku 2011 Kanady. Dne 27. února 2016 byl jmenován stálým pozorovatelem při Světové organizaci cestovního ruchu.
Dne 15. ledna 2025 jej papež František ustanovil apoštolským nunciem na Šalomounových ostrovech a Papuy Nové Guiney s udělením titulu titulárního arcibiskupa z Tolentina. Biskupské svěcení přijal 22. února 2025 z rukou kardinála Pietra Parolina a spolusvětiteli byli arcibiskup Antonio Guido Filipazzi a biskup Francesco Beschi.